# Adolf (manga)
Adolf (アドルフに告ぐ, Adorufu ni Tsugu, lit. 'Missatge a Adolf'), és un manga d'Osamu Tezuka. La història està ambientada abans, durant i després de la Segona Guerra Mundial i se centra en tres homes amb el nom d'Adolf. Adolf Kamil és un jueu Ashkenazi que viu al Japó. El seu millor amic Adolf Kaufmann és d'origen japonès i alemany. El tercer Adolf és Adolf Hitler, el dictador d'Alemanya. Adolf també compta amb Sohei Toge, un periodista japonès, i la seva recerca de documents que puguin canviar el rumb de la guerra. L'obra explora els temes de la nacionalitat, l'ètnia, el racisme i la guerra, i inclou elements de la majoria d'edat, la ficció d'espionatge i el drama històric.
El 3 d'abril de 2024 es va començar a publicar en català. Es considera l'última obra serialitzada completada de la carrera de Tezuka.

## Sinopsi
L'aparició d'uns documents sobre l'origen jueu de Hitler posaran en perill el règim nazi, aquests documents seran cercats per membres de la Gestapo i la Kempeitai per destruir-los. A l'altre bàndol hi ha els enemics del Partit Nazi que els volen fer públics.
En aquest manga es mostren els horrors de la Segona Guerra Mundial a Europa amb l'extermini dels jueus i a Àsia amb les matances portades per les forces imperials japoneses. Després de la guerra, l'acció es trasllada a l'estat d'Israel, amb Kaufmann i Kamil en bàndols enfrontats.

## Publicació
El manga originalment es va publicar a la revista Shūkan Bunshun entre gener de 1983 i maig de 1985, i es va editar en format de 4 volums entre el maig de 1985 i novembre de 1985.
Al 29 Manga Barcelona Planeta Cómic va anunciar entre les seves llicències que publicaria Adolf en català en una edició tankobon en rústica amb solapes de 5 volums i en lectura oriental. Finalment, es va començar a publicar el 3 d'abril de 2024.
| Núm. | Data de publicació en català | ISBN català       |
| --- | ---------------------------- | ----------------- |
| 1 | 3 d'abril de 2024            | 978-84-1161-126-8 |
| Adolf és la història de tres persones amb aquest nom: un noi jueu que viu al Japó, un nen mig japonès mig alemany, i el líder de l'Alemanya nazi. Es tracta d'un manga amb un punt de vista meravellosament fresc dels esdeveniments de la Segona Guerra Mundial. Un títol imprescindible. |                              |                   |
| 2 | 12 de juny de 2024           | 978-84-1161-192-3 |
| Encara investigant la mort del seu germà i els misteriosos documents que havia d'entregar, en Toge es troba un cop més en mans de la policia. Al seu país, Alemanya, la policia secreta no respecta els drets humans, però aviat la casualitat el posarà en contacte amb la mare de l'Adolf Kaufmann, enviada a Alemanya pel seu pare abans de morir. |                              |                   |
| 3 | 10 de setembre de 2024       | 978-84-1161-261-6 |
| En Sohei Toge segueix al Japó, envoltat en una lluita a vida o mort pels documents secrets. La situació a Europa empitjora. La població jueva fuig dels invasors alemanys, entre ells l'Isaac Kamil, que és escollit per viatjar a Lituània i organitzar la futura fugida. Quan li roben els diners i el passaport, cau en les mans dels nazis i és arrestat. Només una persona pot salvar-lo de l'execució: l'Adolf Kaufmann. Però se suposa que aquest últim ha de demostrar la seva vàlua davant les SS per la seva ascendència japonesa i rep l'ordre de disparar al pare del seu millor amic... |                              |                   |
| 4 | 15 de gener de 2025          | 978-84-1161-677-5 |
| Finalment, sembla haver-hi una manera de treure a la llum els documents secrets. Amb l'ajuda de l'Adolf Kamil, fill de jueus exiliats a Kobe, en Sohei Toge aconsegueix passar-los a la xarxa d'espies que envolta en Richard Soge, àlies Ramsey. Però l'arxienemic d'en Toge, l'oficial de la Gestapo Lampe, tampoc està disposat a rendir-se. Envia l'Adolf Kaufmann al Japó. La seva missió és destruir, d'una vegada per totes, els documents i matar tots els que saben de la seva existència.                                                                                                  |                              |                   |
| 5 | 9 d'abril de 2025            | 978-84-1161-835-9 |
| De tornada al Japó, l'Adolf Kaufmann coneix en Sohei Toge abans del que s'esperava, perquè el periodista s'ha casat amb la seva mare. No és l'únic cop emocional que rep l'oficial nazi. L'Elisa, una monja a qui admirava i estimava, s'ha compromès amb el seu millor amic, l'Adolf Kamil. Consumit per la set de venjança, no té pietat a la recerca dels documents secrets, i durant un atac aeri a Kobe, ell i el seu padrastre finalment deixen clares les seves posicions un respecte a l'altre.                                                                                              |                              |                   |

## Premis
El manga va guanyar el premi Kōdansha al millor manga, categoria general, el 1986 i va ser candidata el 1995 per als R.A.C. "Squiddy" Award com la Sèrie de còmic preferida d'edició limitada, i al Millor còmic millorat.